# Kobra czarnobiała
Kobra czarnobiała (Naja melanoleuca) – gatunek jadowitego węża z rodziny zdradnicowatych (Elapidae). Występuje w środkowej Afryce.

## Zasięg występowania
Wąż ten występuje od Nigerii na wschód po Demokratyczną Republikę Konga i na południe po północną Angolę; prawdopodobnie występuje też w Sudanie Południowym, być może także w Ghanie (skąd znane są dwa okazy) oraz Beninie.

## Systematyka
W starszym ujęciu systematycznym do Naja melanoleuca zaliczano populacje występujące od Senegalu po Etiopię i RPA. Podgatunek subfulva podniesiono jednak do rangi odrębnego gatunku (Naja subfulva), a część populacji uznawanych dawniej za N. melanoleuca zaliczono do opisanych w 2017 i 2018 roku gatunków: N. guineensis, N. peroescobari i N. savannula.

## Morfologia
Długość od 2 do 2,5 m. Młode dżetowoczarne z białymi lub szarymi cętkami, brzuch kremowy lub żółtawy, czarno lub brązowo cętkowany.

## Pożywienie i polowanie
Widząc ofiarę, kobra zbliża się po cichu i z zębów jadowych pluje jadem na odległość. Węże te są doskonale zorientowane, gdzie jest najczulszy punkt ofiary. Pożywienie stanowią małe ssaki, ropuchy, ptaki.